# Mihajlovac
Mihajlovac (serb. Михајловац) ist ein Dorf in der Opština Negotin und im Bezirk Bor im Osten Serbiens. Die Orthodoxe Hl. Erzengel-Michael-Kirche wurde im Dorf 1834 erbaut.

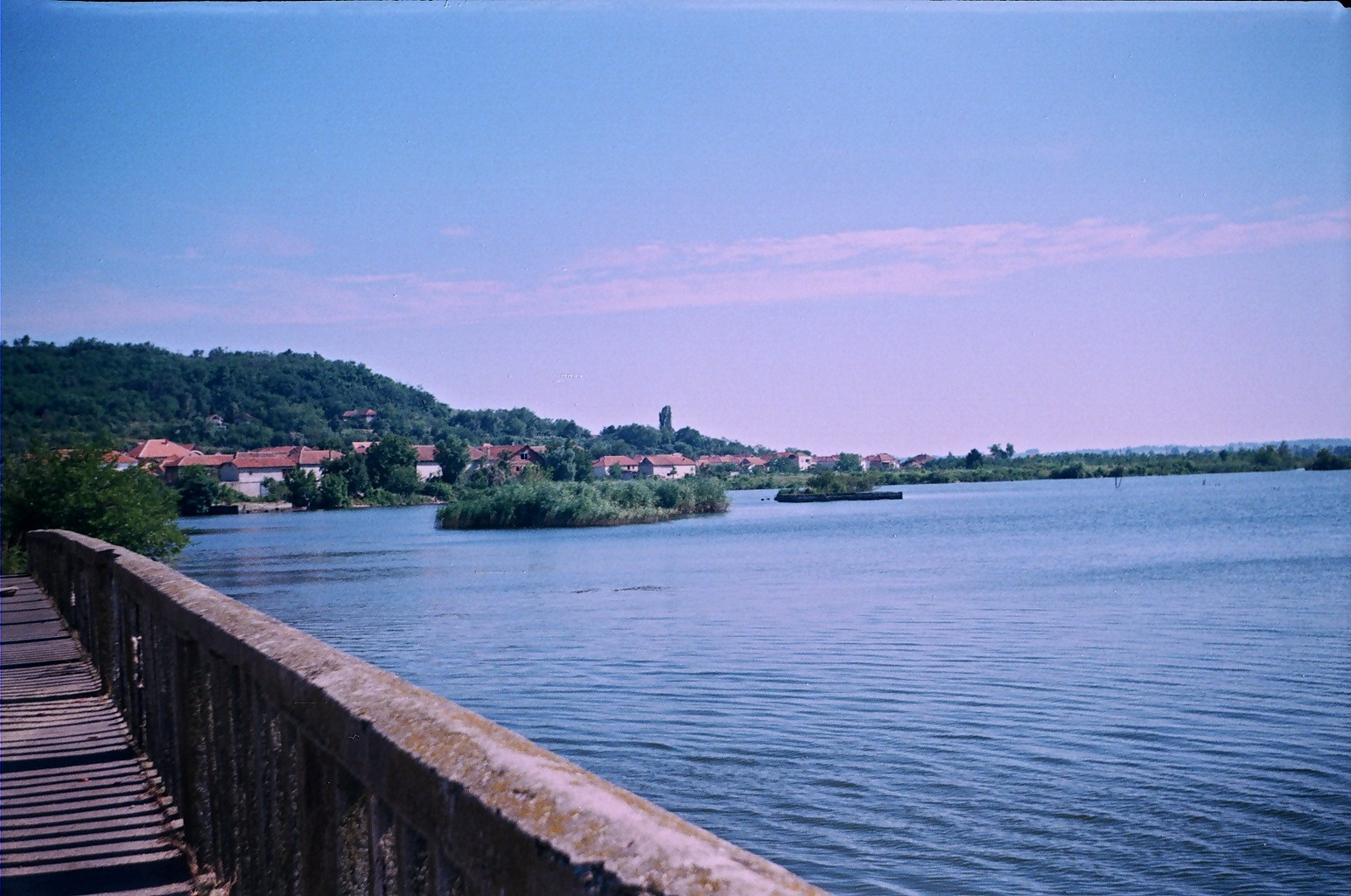
Blick auf Mihajlovac

## Einwohner
Laut Volkszählung 2002 (Eigennennung) gab es 718 Einwohner.
Weitere Volkszählungen:
- 1948: 1.744
- 1953: 1.821
- 1961: 1.786
- 1971: 1.755
- 1981: 1.697
- 1991: 1.449